# Richard Garriott
Richard Allen Garriott (Cambridge,  4 de julho de 1961) é um empresário da área de jogos eletrônicos, que se tornou o sexto turista espacial ao ir ao espaço na missão Soyuz TMA-13, em outubro de 2008, através da Space Adventures, empresa criada para proporcionar a ida ao espaço de pessoas comuns, do qual ele é diretor.
Nascido na Grã-Bretanha, Garriott cresceu no Texas, onde assumiu a cidadania norte-americana. Seu pai, Owen Garriott, foi um astronauta da NASA, participante das missões Skylab e dos primeiros voos do ônibus espacial, nas décadas de 1970 e 1980.
Desde criança, demonstrou grande interesse por computação, desenvolvendo programas de jogos para computadores e os oferecendo de graça aos amigos. No começo de década de 1980. Garriott desenvolveu a série de jogos Ultima, de grande sucesso comercial. Com o sucesso da série, ele fundou com o irmão sua própria empresa de jogos eletrônicos, a Origin Systems, se tornando uma figura influente na indústria de desenvolvimento de jogos. Alcançou ainda mais destaque com a lançamento de Ultima Online, um dos pioneiros do gênero MMORPG em 1997.
Na começo do século XXI, Garriott passou a fazer parte da Space Adventures, empresa criada para promover o turismo espacial, em conjunto com os russos, que, com problemas econômicos para manter seu programa, aceitaram a oferta da empresa de enviar turistas ao espaço em suas naves Soyuz em troca de um alto valor determinado (cerca de U$20 milhões). Em setembro de 2007 a empresa anunciou que ele voaria até a ISS como turista, por um preço reportado de U$30 milhões.
Lançado em 12 de outubro com a missão Soyuz TMA-13, que levou os integrantes da Expedição 18 da ISS, ele ficou em órbita até 24 de outubro, quando retornou com os integrantes da Expedição 17, na Soyuz TMA-12, que se encontram em órbita desde abril de 2008. Por coincidência, Garriott voltou do espaço na mesma nave que Sergei Volkov, comandante da Expedição 17 e que, assim como ele, filho de um astronauta, também é filho de um ex-cosmonauta soviético.
Garriott, que também é radioamador, comunicou-se durante seu voo com estudantes na Terra usando transceptores do Serviço de Radioamador a bordo da ISS através do projeto ARISS e atualizou o projeto Windows on Earth, um software que proporcionará uma visão virtual interativa da Terra tal como vista da estação espacial.